# Verbascum argenteum
Verbascum argenteum är en flenörtsväxtart som beskrevs av Michele Tenore. Verbascum argenteum ingår i släktet kungsljus, och familjen flenörtsväxter. Inga underarter finns listade i Catalogue of Life.